# Рождественское сельское поселение (Богородский район)
Рожде́ственское сельское поселение — муниципальное образование в составе Богородского района Кировской области России, существовавшее в 2006 — 2012 годах.
Центр — село Рождественское.

## История
Рождественское сельское поселение образовано 1 января 2006 года согласно Закону Кировской области от 07.12.2004 № 284-ЗО.
28 апреля 2012 года Законом Кировской области № 141-ЗО Рождественское сельское поселение было упразднено, все населённые пункты включены в состав Ошланского сельского поселения.

## Население
Население сельского поселения составляло 141 человек (2010).

## Состав
В состав поселения входили 3 населённых пункта:
- село Рождественское
- деревня Ворсик
- деревня Лаптево